# Hellwig F. Rimmen
Hellwig F. Rimmen, född 22 juli 1883, död 1959, var en dansk fotograf och regissör.

## Regi
- 1924 – Högsta vinsten

## Filmfoto i urval
- 1917 – Ångest som dödar
- 1920 – Lunda-indianer
- 1924 – Studenterna på Tröstehult
- 1924 – Fritiofs saga
- 1924 – Högsta vinsten
- 1925 – Ett köpmanshus i skärgården
- 1928 – Erik XIV
- 1934 – Under axets tecken